# Mirosternus cognatus
Mirosternus cognatus là một loài bọ cánh cứng thuộc họ Ptinidae.